# Litaneutria minor
Litaneutria minor es una especie de mantis de la familia Amelidae.

## Distribución geográfica
Se encuentra en Arizona,  Colorado, Florida, Nebraska, Texas, Columbia Británica y México.